# Équipe de Djibouti de football
Cet article traite de l'équipe masculine. Pour l'équipe féminine, voir Équipe de Djibouti de football féminin.
Actualités
L'équipe de Djibouti de football est la sélection de joueurs de football djiboutiens représentant le pays lors des compétitions internationales sous l'égide de la Fédération djiboutienne de football. Ses joueurs sont surnommés les Requins de la Mer Rouge ou encore les  Riverains de la Mer Rouge entraîné par le père de Walid El Halla.

## Histoire
L'équipe nationale dispute la première rencontre de son histoire en 1947 face à l'Éthiopie, match perdu sur le score de cinq buts à zéro. À la suite de l'affiliation de la fédération à la Confédération africaine de football en 1986 puis à la FIFA en 1994, la sélection s'engage pour la première fois dans les éliminatoires d'une Coupe d'Afrique des nations en 2000 et dispute ses premières qualifications à une phase finale de Coupe du monde en 2002.
Si elle ne s'est jamais qualifiée pour une phase finale de Coupe d'Afrique des nations ou de Coupe du monde, elle passe avec succès le premier tour des éliminatoires du Mondial 2022 grâce à un succès à domicile sur l'Eswatini (2-1) combiné à un nul à l'extérieur au retour (0-0) contre ce même adversaire. Elle n'avait auparavant réussi cette performance qu'une seule fois, lors du premier tour des éliminatoires du Mondial 2010 contre la Somalie (victoire 1-0 à domicile).

## Palmarès

### Classement FIFA
| Année              | 1994 | 1995 | 1996 | 1997 | 1998 | 1999 | 2000 | 2001 | 2002 | 2003 | 2004 | 2005 | 2006 | 2007 | 2008 | 2009 | 2010 | 2011 | 2012 | 2013 | 2014 | 2015 | 2016 | 2017 | 2018 | 2019 | 2020 |
| ------------------ | ---- | ---- | ---- | ---- | ---- | ---- | ---- | ---- | ---- | ---- | ---- | ---- | ---- | ---- | ---- | ---- | ---- | ---- | ---- | ---- | ---- | ---- | ---- | ---- | ---- | ---- | ---- |
| Classement mondial | 169  | 177  | 185  | 189  | 191  | 195  | 189  | 193  | 195  | 197  | 201  | 200  | 198  | 173  | 188  | 189  | 191  | 198  | 202  | 204  | 206  | 204  | 205  | 186  | 197  | 184  | 184  |

### Parcours enCoupe du monde
| Année | Position     |      | Année         | Position |                        | Année | Position |
| 1930  | Non inscrite | 1974 | Non inscrite  | 2010     | Non qualifiée          |       |          |
| 1934  | Non inscrite | 1978 | Non inscrite  | 2014     | Non qualifiée          |       |          |
| 1938  | Non inscrite | 1982 | Non inscrite  | 2018     | Non qualifiée          |       |          |
| 1950  | Non inscrite | 1986 | Non inscrite  | 2022     | Non qualifiée          |       |          |
| 1954  | Non inscrite | 1990 | Non inscrite  | 2026     | Éliminatoires en cours |       |          |
| 1958  | Non inscrite | 1994 | Non inscrite  | 2030     | À venir                |       |          |
| 1962  | Non inscrite | 1998 | Non inscrite  | 2034     | À venir                |       |          |
| 1966  | Non inscrite | 2002 | Non qualifiée |          |                        |       |          |
| 1970  | Non inscrite | 2006 | Non inscrite  |          |                        |       |          |

### Parcours enCoupe d'Afrique
| Année | Position     |      | Année             | Position |                   | Année | Position |
| 1957  | Non inscrite | 1982 | Non inscrite      | 2006     | Non inscrite      |       |          |
| 1959  | Non inscrite | 1984 | Non inscrite      | 2008     | Forfait           |       |          |
| 1962  | Non inscrite | 1986 | Non inscrite      | 2010     | Tour préliminaire |       |          |
| 1963  | Non inscrite | 1988 | Non inscrite      | 2012     | Non inscrite      |       |          |
| 1965  | Non inscrite | 1990 | Non inscrite      | 2013     | Non inscrite      |       |          |
| 1968  | Non inscrite | 1992 | Non inscrite      | 2015     | Non inscrite      |       |          |
| 1970  | Non inscrite | 1994 | Non inscrite      | 2017     | Tour préliminaire |       |          |
| 1972  | Non inscrite | 1996 | Non inscrite      | 2019     | Tour préliminaire |       |          |
| 1974  | Non inscrite | 1998 | Non inscrite      | 2021     | Tour préliminaire |       |          |
| 1976  | Non inscrite | 2000 | Tour préliminaire | 2023     | Tour préliminaire |       |          |
| 1978  | Non inscrite | 2002 | Tour préliminaire | 2025     | À venir           |       |          |
| 1980  | Non inscrite | 2004 | Forfait           | 2027     | À venir           |       |          |